# Detectorists
Detectorists ist eine britische Sitcom, die erstmals am 2. Oktober 2014 auf BBC Four ausgestrahlt wurde. Drehbuchautor und Regisseur ist Mackenzie Crook, der neben Toby Jones auch die Hauptrolle spielt.  Zwischen 2014 und 2017 wurden drei Staffeln mit jeweils sechs Folgen ausgestrahlt. Zudem erschien 2015 und 2022 ein Weihnachts-Special. 
Angesiedelt in der fiktiven Kleinstadt Danebury im nördlichen Essex, handelt die Serie vom Leben, den Liebesbeziehungen und Metalldetektor-Suchen von Andy und Lance, die beide Mitglied im Sondengänger-Verein Danebury Metal Detecting Club (DMDC) sind.
Die Serie gewann 2015 einen British Academy Television Award in der Kategorie „Best Situation Comedy“.
Andys Lebensgefährtin Becky und deren Mutter Veronica werden von Rachael Stirling und ihrer Mutter Diana Rigg gespielt.
In Deutschland und Frankreich wurde die Serie ab November 2020 auf den Webseiten des öffentlich-rechtlichen Fernsehsenders Arte zum Streaming angeboten.